# FIFA 06
FIFA 06 je nogometna videoigra iz FIFA serijala. Proizvođač je EA Canada, a izdavač Electronic Arts. Igra je izašla u rujnu i listopadu 2005. godine, osim u Japanu, gdje je verzija za PlayStation Portable izašla 22. prosinca 2005.
FIFA 06 je 13. igra u serijalu i 10. u 3D grafici. Trenutno je najprodavanija FIFA-ina igra, prodana u 100.000 primjeraka više od FIFA-e 2005. Ukupno, FIFA 06 je prodana u više od 3,6 milijuna kopija diljem svijeta.[nedostaje izvor]

## Omoti
Omoti FIFA-e 06 u pojedinim dijelovima svijeta:
- Ronaldinho i Wayne Rooney
- Lukas Podolski i Ronaldinho
- Kyle Martino, Ronaldinho i Omar Bravo
- Ronaldinho i Wayne Rooney
- Ronaldinho i Wayne Rooney
- Park Chu-Young

Ronaldinho i Wayne Rooney su na omotima europskih izdanja. Freddy Adu, Ronaldinho i Omar Bravo su na sjevernoameričkom izdanju igre, a Ronaldinho i Wayne Rooney su, osim na europskom izdanju, bili na australskom i brazilskom izdanju. Lukas Podolski je, zajedno s Ronaldinhom, na njemačkom, dok je Park Chu-Young na južnokorejskom izdanju FIFA-e 06.
Andy Gray i Clive Tyldesley su engleski komentatori u igri.

## Mogućnosti igre
Proizvođači FIFA serijala su potpuno obnovili igru s obzirom na prethodnu. Usavršili su grafiku, opcije igre, potpuno obnovili opciju "Career Mode" te izmijenili komentatore: Johna Motsona i Allyja McCoista zamijenili su ITV-ov komentator Clive Tyldesley i komentator Sky Sportsa Andy Gray.

### "Career Mode"
"Career mode" je petnaestogodišnji put vođenja kluba koji izabire sam igrač. Igra počinje upisivanjem osobnih podataka (ime, datum i mjesto rođenja, itd.). Igrač ipak ne može birati klub; dobiva se klub s jednom zvjezdicom (ocjena za jačinu kluba, postoji od 1 do 5 zvjezdica).
Igrač mora vješto voditi klub kako bi pronašao sponzora, koji daje novac za tjednu plaću igračima.
Igrač mora ispuniti očekivanja uprave, održavati moral momčadi i učiniti navijače sretnima. Najbolje rješenje za sva ta očekivanja su pobjede u utakmicama, što garantira igraču ostanak u klubu, u protivnom najvjerojatnije gubi posao vođenja momčadi. Moral igrača je možda i najteže održati na visokoj razini: nogometaš mora biti sretan u momčadi, inače može otići iz kluba.
FIFA 06 je također donijela još jednu novost: savjetnike (eng: Staff), koji igraču pomažu voditi klub. Također je usavršeno kupovanje igrača, tako da bolji igrači koštaju manje novaca nego prije, pa "manji" klubovi mogu lakše kupiti "velike" nogometaše.
"Career mode" također prikazuje "managerovu povijest" (eng: "manager history"), dio koji pokazuje statistiku igrača, koji je klub vodio i koju sezonu je taj klub vodio. Statistike trenutnih sezona uključuju vodeće strijelce, žute i crvene kartone, statistike svake momčadi, stanje u ligi i kupu te utakmice u ligi i kupu. U igri su 3 europska nogometna natjecanja: ECC, EFA i UEFA Superkup. ECC je naziv za Ligu prvaka, a EFA je naziv za Kup UEFA.

### Ostalo
FIFA 06 je prva u serijalu s mogućnostima kao što su "FIFA Lounge" i "Retro". "FIFA Lounge" služi online igranju, a "Retro" je prikaz prošlosti serijala. "Retro" prikazuje snimke iz prve FIFA-ine igre, FIFA-e International Soccer, povodom potpune obnove serijala.
U igri se nalazi i opcija "Extras" (hr: dodatak), koja prikazuje dodatne video snimke.
Na PlayStation 2 verziji se također može igrati utakmica iz igre FIFA International Soccer, prve u serijalu.
"Extras" uključuje:
- Video intervju sa Samuelom Eto'om
- Serijal video snimaka uvoda u FIFA-u 06
- Video snimke igara NBA Live 06, FIFA Street 2 i Madden NFL 06
- Sažetke liga: Njemačka nogometna Bundesliga, FA Premier Liga, Ligue 1 i Serie A, za sezonu 2004./05.

## Licence

### Lige
Na FIFA-i 06 se nalazi 26 licenciranih nogometnih liga:
| - Austrijska Bundesliga - Belgian First Division - Campeonato Brasileiro - SAS Ligaen - FA Premier Liga - Football League Championship - Football League One - Football League Two - Ligue 1 - Ligue 2 - Bundesliga - 2. Bundesliga - Serie A | - Serie B - K-League - Primera División Mex - Major League Soccer - Eredivisie - Tippeligaen - Polska Liga - Portugalska SuperLiga - Scottish Premier League - Primera Division - Segunda Division - Allsvenskan - Swiss Axpo Super League |

### Reprezentacije
FIFA 06 ima 40 nogometnih reprezentacija. Najpoznatije reprezentacije kojih nema na FIFA-i 06 su Nizozemska, Japan (Konami ima cijelu licencu), Južna Koreja i Ukrajina. Na FIFA-i 06 su sljedeće reprezentacije:
| - Argentina - Australija - Austrija - Belgija - Brazil - Bugarska - Češka - Danska - Engleska - Finska - Francuska - Grčka - Hrvatska - Iran | - Irska - Italija - Kamerun - Kina - Kostarika - Mađarska - Meksiko - Nigerija - Norveška - Novi Zeland - Njemačka - Paragvaj - Poljska - Portugal | - Portugal - Rumunjska - Rusija - Sjeverna Irska - Slovenija - Škotska - Španjolska - Švedska - Švicarska - Tunis - Turska - SAD - Urugvaj - Wales |

## Vanjske poveznice
- Službena stranica
- FIFA 06 na Curlie